# Mack Harrell
Mack Kendree Harrell, Jr. (Celeste, Texas, 8 d'octubre de 1909 - Dallas (Texas), 29 de gener de 1960) va ser un vocalista d'òpera i baríton nord-americà que va ser considerat com un dels més grans cantants de lieder d'origen nord-americà de la seva generació.

## Creixent
Harrell era fill d'Asbury Mack Kendree Harrell (1857–1915) i Mollie Harrell, (nascuda Virginia Marr Kelly; 1863–1935). El més jove de dos germans i una germana, es va criar i es va educar a Greenville, Texas. Va estudiar violí des dels deu anys i va continuar durant dotze anys. Un dels seus germans, Lynn Mozart Harrell (1902–1987), havia estat un pianista de big band amb la Jimmy Joy Orchestra mentre era estudiant a la Universitat de Texas a Austin als anys 20.

## Educació post batxillerat
Harrell va estudiar violí a la Universitat d'Oklahoma City. Més tard, va rebre una beca per assistir al Curtis Institute of Music de Filadèlfia, on va estudiar violí amb Emanuel Zetlin. Va conèixer la seva dona, la violinista Marjorie Fulton, mentre tots dos eren estudiants a l'Institut Curtis. Va ser a l'Institut Curtis on es va descobrir la qualitat de la seva veu de baix, després de la qual cosa va deixar Curtis a la Juilliard School per estudiar cant amb Anna Schoen-René (1864–1942), que havia estat alumne de Pauline Viardot, i Rodríguez Sitches. Harrell creia que la seva experiència dels estudis musicals com a violinista el convertia primer en un millor cantant del que hauria estat d'una altra manera.
El 1939, el llibre de Harrell, The Sacred Hour of Song: A Collection of Sacred Solos Suitable for Christian Science Services, va ser publicat per C. Fischer.

## Carrera professional
Harrell va debutar en concert a l'Ajuntament de Nova York cantant un recital d'òpera i lieder el 1938. Aquell mateix any va guanyar el concurs "Audition of the Air" de la Metropolitan Opera (precursor de les Audicions del Consell Nacional) que va portar a Edward Johnson a oferir-li un contracte amb l'empresa. Harrell va fer el seu debut a l'òpera professional al Met el 16 de desembre de 1939, com Biterolf a Tannhäuser de Richard Wagner. Va cantar amb la companyia cada any fins al 1948 i va tornar per a les temporades 1949–1950, 1952–1954 i 1957–1958. Entre els molts papers que va interpretar al Met hi ha Amfortas a Parsifal, Baron Douphol a La Traviata, Captain Balstrode a Peter Grimes, Dancaïre a Carmen, Dodon a Zolotoi petuixok, Fiorello a Il Barbiere di Siviglia, Frédéric a Lakmé, Herald, a Lohengrin, Kothner a Die Meistersinger von Nürnberg, Lindorf a Les Contes d'Hoffmann, Masetto a Don Giovanni, Papageno a Die Zauberflöte, Peter a Hänsel und Gretel, Shchelkalov a Boris Godunov i Wolfram a Tannhäuser entre d'altres.
Va crear notablement el paper de Samson a l'estrena mundial de The Warrior de Bernard Rogers al costat de Regina Resnik com Delilah al Met l'11 de gener de 1947. També va retratar Nick Shadow a The Rake's Progress per a l'estrena de l'obra als Estats Units al Met el febrer de 1953. Després de 1954, Harrell va tornar al Met només una vegada més durant la seva carrera per interpretar a Jochanaan a Salomé de Richard Strauss el 1958. La seva darrera i 156a actuació al Met va ser com Jochanaan el 17 de febrer de 1958, amb Inge Borkh com a Salomé.
Mentre actuava al Met, Harrell també va mantenir una activa carrera concertística, i el 1944 va estrenar mundialment l'Oda a Napoleon Buonaparte (1942) d'Arnold Schönberg per a altaveu, orquestra de corda i piano. Harrell també va interpretar papers amb altres companyies d'òpera. El 1940 va cantar Alfio a Cavalleria rusticana i Ford a Falstaff de Verdi a Chicago. El maig de 1944 va fer la seva primera aparició a l'Òpera de Nova York (NYCO) com a Germont a La Traviata, i va tornar el 1948, 1951–1952 i 1959. Al NYCO va retratar notablement el paper del rabí Azrael a l'estrena mundial de The Dybbuk (1951) de David Tamkin i Pierre Cauchon a l'estrena de la versió en un acte de The Triumph of St. Joan (1959) de Norman Dello Joio. El setembre de 1945 Harrell va debutar amb l'Òpera de San Francisco interpretant Escamillo a Carmen. Va cantar diversos papers més amb aquesta companyia durant la temporada 1945-1946, incloent el de Comissari a Der Rosenkavalier, Dapertutto a Les Contes d'Hoffmann, Fernando a Fidelio, Germont, Marcello a La bohème, Ramiro a L'Heure espagnole i Silvio. a Pagliacci entre d'altres. El 1952 va retratar Cristòfor Colom a l'estrena als Estats Units de Christophe Colomb de Darius Milhaud al Carnegie Hall. El 1955, va interpretar a Olin Blitch a l'estrena mundial de Susannah de Carlisle Floyd a la "Florida State University"" al costat de Phyllis Curtin en el paper principal. El 1956 va interpretar el paper de Saul a l'estrena als Estats Units de David de Milhaud al Hollywood Bowl, al costat d'Herva Nelli.
El 1944 va néixer el seu fill, el cèlebre violoncel·lista Lynn Harrell. De 1945 a 1956 Harrell va ensenyar veu a la Juilliard School i de 1957 a 1960 va ensenyar a la "Southern Methodist University", després de traslladar-se a Dallas. El 1954 va succeir a Walter Paepcke com a segon director de l'"Aspen Music Festival and School", càrrec que va ocupar fins a la seva mort el 1960; Harrell havia estat un dels fundadors d'Aspen. Entre els seus alumnes hi havia els cantants William Blankenship, Michael Trimble i Barry McDaniel. Harrell va morir a Dallas als 50 anys.

## Cites generals
I Baker's Biographical Dictionary of Musicians
- - 6a edició, rev. de Nicolas Slonimsky (1978) OCLC 4426869
  - 7a edició, rev. de Nicolas Slonimsky (1984) OCLC 10574930
  - 8a edició, rev. de Nicolas Slonimsky (1992) OCLC 24246972

- - 9a edició, ed. de Laura Diane Kuhn (nascuda el 1953) (2001) OCLC 44972043
- II Baker's Biographical Dictionary of Twentieth-Century Classical Musicians, de Nicolas Slonimsky, Schirmer Books, Nova York (1997)
- III Baker's Dictionary of Opera, ed. per Laura Diane Kuhn (nascuda el 1953), Schirmer Books, Nova York (2000)
- IV Biographical Dictionary of American Music, de Charles Eugene Claghorn (1911–2005), Parker Publishing Co., West Nyack, NY (1973)
- V Índex de biografia. Un índex acumulat de material biogràfic en llibres i revistes, H.W. Wilson Company, Nova York
  - Volum 2: agost de 1949-agost de 1952 (1953)
  - Volum 3: setembre de 1952-agost de 1955 (1956)
  - Volum 4: setembre de 1955-agost de 1958 (1960)
  - Volum 5: setembre de 1958-agost de 1961 (1962)
  - Volum 10: setembre de 1973-agost de 1976 (1977)
- VIThe Metropolitan Opera Encyclopedia: Una guia completa per al món de l'òpera, ed. de David Hamilton, Simon & Schuster, Nova York (1987) OCLC 15588662
- VII The New American Dictionary of Music, de Philip David Morehead amb Anne MacNeil, Dutton, Nova York (1991)
- VIIILa nova enciclopèdia de l'òpera, de David Ewen. Hill & Wang, Nova York (1971)
- IX The New Grove Dictionary of American Music, quatre volums, editat per H. Wiley Hitchcock i Stanley Sadie, Macmillan Press, Londres (1986)
- X The New Grove Dictionary of Opera, quatre volums, editat per Stanley Sadie, Grove's Dictionaries of Music, Nova York
- XI The Penguin Dictionary of Musical Performers; Una guia biogràfica per a intèrprets significatius de música clàssica —cantants, instrumentistes solistes, directors d'orquestra i quartets de corda— des del segle XVII fins als nostres dies, per Arthur Jacobs, Viking Press, Londres (1990)
- XIIQui va ser qui a Amèrica; Un volum component de Who's Who in American History; Volum 4, 1961–1968, Marquis Who's Who, Chicago (1968)
- XIII Obituaries on File, dos volums, compilats per Felice Levy, Facts on File, Nova York (1979)